# Hermann Fehringer
Hermann Fehringer (* 8. Dezember 1962 in Amstetten, Niederösterreich) ist ein ehemaliger österreichischer  Stabhochspringer, dessen Österreichrekorde in der Halle und im Freien mit jeweils 5,77 m, die er beide 1991 aufgestellt hat, noch heute (Stand März 2021) Gültigkeit haben.
Bei den Olympischen Spielen 1988 belegte Fehringer Platz 13 mit 5,40 m. Bei den Halleneuropameisterschaften 1990 gewann er mit 5,70 m eine Bronzemedaille. Im Sommer gewann er dann mit 5,75 m erneut Bronze bei den Europameisterschaften 1990. 
Im nächsten Jahr belegte er bei den Hallenweltmeisterschaften 1991 Platz fünf mit 5,70 m. Bei den Weltmeisterschaften 1991 erreichte er mit 5,60 m den siebten Rang. 
Von 1982 bis 1996 war Fehringer im Freien elfmal Österreichischer Staatsmeister. Dazu kommen noch sechs Hallentitel. In seiner aktiven Zeit wog er 81 kg bei einer Körpergröße von 1,81 m.